# Sayonara no LOVE SONG
Singles de Maki Gotō
Genshoku Gal Hade ni Ikube!
(2003) Yokohama Shinkirō
(2004)
Sayonara no Love Song (サヨナラのLOVE SONG) est le 10e single en solo de Maki Gotō dans le cadre du Hello! Project, tiré d'une comédie musicale homonyme.

## Présentation
Le single sort le 17 mars 2004 au Japon sous le label Piccolo Town, écrit et produit par Tsunku. Il atteint la 5e place du classement de l'Oricon. Il se vend à 27 317 exemplaires la première semaine, et reste classé pendant 5 semaines, pour un total de 35 126 exemplaires vendus. Il sort aussi dans une édition limitée, et en format "Single V" (DVD).
C'est le seul single de Maki Goto à contenir trois chansons différentes, en plus de la version instrumentale de la chanson-titre. Ces chansons sont extraites de la comédie musicale du même nom, Sayonara no Love Song, dont elle est la vedette. La chanson-titre du single figurera sur l'album 3rd Station de 2005, puis dans une version différente la même année sur la compilation Maki Goto Premium Best 1, et dans sa version originale sur la compilation Maki Goto Complete Best Album de 2010.

## Liste des titres
Toutes les chansons sont écrites et composées par Tsunku.
| 1. | Sayonara no LOVE SONG (サヨナラのLOVE SONG)                              | Koji Makaino     | 4:48 |
| 2. | DANCE DANCE DANCE                                                        | Takao Konishi    | 4:25 |
| 3. | Junior LOVE。 (ジュニアLOVE。)                                           | Yuichi Takahashi | 1:17 |
| 4. | Sayonara no LOVE SONG (instrumental) (サヨナラのLOVE SONG (instrumental) | Koji Makaino     | 4:43 |

| 1. | Sayonara no LOVE SONG (サヨナラのLOVE SONG)                                      |  |
| 2. | Sayonara no LOVE SONG (Gocchin-up Ver.) (サヨナラのLOVE SONG (ごっちん-up Ver.)) |  |
| 3. | Making of (メイキング映像)                                                       |  |